# Rivière Chicoutimi
Der Rivière Chicoutimi ist ein Fluss in der Verwaltungsregion Saguenay–Lac-Saint-Jean der kanadischen Provinz Québec.

## Flusslauf
Der Fluss entwässert den Stausee Lac Kénogami an dessen Ostende am Staudamm Barrage Portage-des-Roches. Er fließt über eine Strecke von 26 km in nördlicher Richtung nach Chicoutimi und mündet dort in den Rivière Saguenay. Der mittlere Abfluss beträgt 50 m³/s.
Der Fluss wird seit über hundert Jahren zur Stromgewinnung und industriell genutzt. In Chicoutimi befindet sich eine ehemalige Papierfabrik am Rivière Chicoutimi.

## Wasserkraftanlagen
Am Flusslauf befinden sich drei größere Wasserkraftwerke (in Abstromrichtung):
- Chute-Garneau (⊙) mit 5,3 MW[3]
- Pont-Arnaud (⊙) mit 8 MW[4][5]
- Chicoutimi (⊙) mit 8 MW[6]